# Raja inornata
Raja inornata (лат.) — вид хрящевых рыб семейства ромбовых скатов отряда скатообразных. Обитают в умеренных водах восточно-центральной и северо-восточной части Тихого океана между 49° с. ш. и 20° с. ш и между 126° з. д. и 106° з. д. Встречаются на глубине до 1600 м. Их крупные, уплощённые грудные плавники образуют диск в виде ромба со слегка вытянутым рылом. Максимальная зарегистрированная длина 76 см. Откладывают яйца. Являются объектом промысла.

## Таксономия
Впервые вид был научно описан в 1881 году. Этих скатов часто путают с прочими представителями рода, обитающими в данном ареале. Видовой эпитет происходит от лат. in — «не» и лат. ornatus — «богато украшенный». 

## Ареал
Эти демерсальные скаты обитают вдоль западного побережья Северной Америки от пролива Хуан-де-Фука, Британская Колумбия, вдоль берегов Канады и США до Нижней Калифорнии, Мексика. Встречаются на континентальном шельфе на глубине от 17 до 1600 м. В водах США в основном держатся на глубине 58—231 м при температуре воды 8,2—9,6 С°, а в центральной калифорнии преобладают на глубине в среднем 105 м.

## Описание
Широкие и плоские грудные плавники этих скатов образуют диск в виде ромба с вытянутым рылом и закруглёнными краями. На вентральной стороне диска расположены 5 жаберных щелей, ноздри и рот. На длинном хвосте имеются латеральные складки. Орбитальные и лопаточные шипы отсутствуют. Вдоль хвоста пролегает срединный ряд колючек, который иногда доходит до середины диска. В основном поверхность диска гладкая, не считая немногочисленных зубчиков. Вентральная поверхность гладкая. Окраска дорсальной поверхности оливково-коричневого цвета, иногда с тёмными крапинками и кругами вокруг глаз. Максимальная зарегистрированная длина 76 см.

## Биология
Подобно прочим ромбовым эти скаты откладывают яйца, заключённые в жёсткую роговую капсулу с выступами на концах. Эмбрионы питаются исключительно желтком. В Калифорнийском заливе самцы и самки достигают половой зрелости при длине 45 см и 50 см, в возрасте 2,4 и 2,9 лет соответственно. Максимальная продолжительность жизни оценивается в 7 лет у самцов и 9 лет у самок. Пик сезона размножения наблюдается в сентябре-ноябре, цикл годичный. Размер новорождённых 15—23 см. Продолжительность поколения по оценкам составляет 5,95 лет.  

## Взаимодействие с человеком
Эти скаты не являются объектом целевого промысла. Ранее в США эти скаты попадались в качестве прилова и были объектом целевого промысла с помощью ярусов и тралов. В водах Калифорнии численность популяции существенно сократилась. Мясо потребляют в пищу. В настоящее время у побережья Калифорнии имеется 29 защитных областей общей площадью около 204 кв. км. Международный союз охраны природы присвоил виду охранный статус «Вызывающий наименьшие опасения».